# Mayfield, Kentucky
Mayfield är en stad (city) och administrativ huvudort (county seat) i Graves County i delstaten Kentucky, USA. 2010 hade staden 10 024 invånare.

## Kända personer från Mayfield
- William Harding Mayes, politiker
- James Luther Slayden, politiker